# (26224) 1997 XF2
1997 أكس أف 2 (ويعرف أيضًا باسم (26224) 1997 أكس أف 2 وفق تسمية الكوكب الصغير) (بالإنجليزية: 1997 XF2)‏ هو كويكب ضمن حزام الكويكبات؛ وترتيبه 26224 من حيث الاكتشاف.
اكتُشف هذا الجُرم الفلكي بواسطة ناوتو ساتو في 3 ديسمبر 1997.

## وصلات خارجية
- (26224) 1997 XF2 في قاعدة بيانات مختبر الدفع النفاث لأجرام النظام الشمسي الصغيرة

- الاكتشاف · مخطط المدار ·  العناصر المدارية · المعلمات المادية

- (26224) 1997 XF2 على موقع ويكي سكاي: DSS2, SDSS, GALEX, IRAS, Hydrogen α, X-Ray, Astrophoto, Sky Map, Articles and images